# Florinda Chico

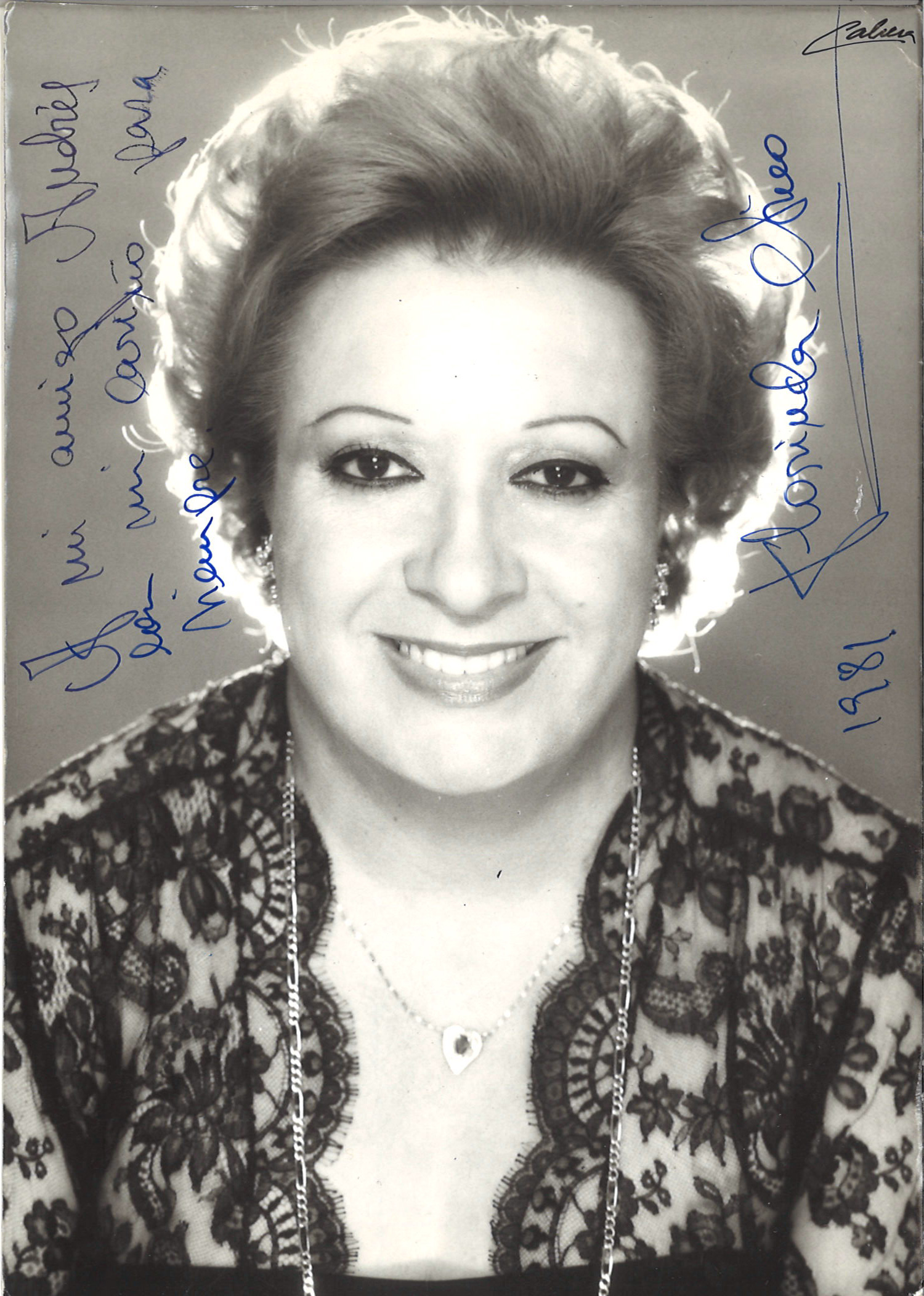
Una foto firmada por Florinda Chico el año 1981

Florinda Chico Martín-Mora (Don Benito, 24 de abril de 1926-Madrid, 19 de febrero de 2011) fue una actriz española.

## Biografía
Florinda Chico nació el 24 de abril de 1926 en el municipio pacense de Don Benito, España. Tras finalizar sus estudios trabajó en su tierra natal como modista, vendedora y mecanógrafa.

### Teatro
Trasladada a Madrid, emprendió su carrera artística sobre las tablas en representaciones de Revista. Sus primeros grandes éxitos le llegan con la obra El huevo y la revista La blanca doble (1947), junto al trío cómico Zori, Santos y Codeso, después de llamar la atención de su compositor Jacinto Guerrero. En los años siguientes, se incorpora a la compañía de Celia Gámez y conquista importantes triunfos en el género como La Cenicienta del Palace, Las siete llaves, Cinco minutos nada menos, Las cuatro copas y Los cuatro besos. De la revista pasa a la actuación teatral dramática cuando en 1955, María Fernanda Ladrón de Guevara cuenta con ella para La Papirusa. Seguirían años de trabajo sobre los escenarios, con obras como Los caciques (1962), de Carlos Arniches, El sol en el hormiguero (1966), de Antonio Gala o La enamorada del rey (1967), de Valle-Inclán.
En 1968 crea su propia compañía, con la que estrena ¡Cómo está el servicio! (1968), de Alfonso Paso, y más adelante se incorpora a la de Lina Morgan, con la que actúa en Pura, metalúrgica (1975) y Casta ella, casto él (1977). Actuó también en El sol en el hormiguero, de Antonio Gala; Jaque a la juventud (1965) de Julia Maura, El escaloncito (1970), en el Teatro Maravillas; Los malhechores del bien, de Jacinto Benavente; Julieta tiene un desliz (1982) o La rosa de papel y La cabeza del Bautista, de Valle-Inclán. En 1985 triunfa de nuevo con Mi tía y sus cosas (1985), interpretando a la sobrina de Rafaela Aparicio. Representó su última obra en 2004, dando vida a la Reina Isabel II en Que me quiten lo bailao (la reina castiza), de Rafael Mendizábal.

### Cine
Aunque debutó en el cine en 1953, con la película Pasaporte para un ángel, de Javier Setó, no fue hasta la segunda mitad de los años sesenta cuando alcanzó una enorme popularidad llegando a convertirse en una de las más habituales actrices secundarias del cine español.
No tardó en adoptar un estereotipo, muy determinado por su físico de matrona corpulenta, que reflejaba la mujer castiza y en muchos casos chabacana y que la encuadraba en papeles de "señora estupenda" o, sobre todo, ama de casa o chacha gruñona junto a Rafaela Aparicio. Los papeles que representó reiteraron, pues, un arquetipo que encontró encaje en películas cómicas muy del estilo de las que rueda Mariano Ozores, a cuyas órdenes llegó a trabajar en 22 títulos.
En ocasiones, sin embargo, se apartó del género cómico, con incursiones en filmes de factura dramática como Gusanos de seda (1976) de Francisco Rodríguez, Cría cuervos (1976), de Carlos Saura o La casa de Bernarda Alba (1987), de Mario Camus.

### Televisión
En su filmografía es también habitual encontrarla formando tándem artístico con Rafaela Aparicio, que se encasilló en papeles similares, con la que coincidió por primera vez interpretando a sendas criadas en la serie de TVE La casa de los Martínez (1967). Habitual también en series de televisión, intervino en La tía de Ambrosio (1971), Los maniáticos (1974), Este señor de negro (1975-1976), de Antonio Mercero, Taller mecánico (1991), El sexólogo (1994), Makinavaja (1995-1996) y La casa de los líos (1996-2000).

### Radio
Entre 1957 y 1960 trabajó en el Cuadro de actores de la Cadena SER, con obras como La ilustre fregona, de Miguel de Cervantes

### Fallecimiento
A la edad de 84 años, falleció debido a un paro cardíaco derivado de una neumonía. La noticia de su fallecimiento fue transmitida a los medios de comunicación por su marido.

### Memoria
Junto a otras actrices de su generación como Gracita Morales y Rafaela Aparicio, Florinda Chico es especialmente querida y recordada en la cultura española por personajes costumbristas que reflejan las tradiciones en los hogares y las familias.

## Premios
Su dilatada trayectoria profesional fue reconocida con la Medalla de Oro al Mérito en el Trabajo (1997),  la Medalla de Oro al Mérito en las Bellas Artes (2002) y la Medalla de Extremadura (2003).

## Filmografía

### Películas
| - 1953 - Intriga en el escenario - 1954 - Pasaporte para un ángel (Órdenes secretas) - 1957 - Los maridos no cenan en casa - 1967 - Una señora estupenda - 1967 - Mónica Stop - 1967 - Las que tienen que servir - 1968 - El hueso - 1968 - Las secretarias - 1968 - La chica de los anuncios - 1969 - Vamos por la parejita - 1969 - Susana - 1969 - La vida sigue igual - 1969 - Abuelo Made in Spain - 1969 - Las amigas - 1969 - No somos ni Romeo ni Julieta - 1969 - La que arman las mujeres - 1969 - Amor a todo gas - 1970 - La otra residencia - 1970 - Cateto a babor - 1971 - La graduada - 1971 - Si Fulano fuese Mengano - 1971 - La casa de los Martínez - 1971 - Los corsarios - 1971 - En la red de mi canción - 1972 - Venta por pisos | - 1972 - Soltero y padre en la vida - 1972 - El padre de la criatura - 1972 - En un mundo nuevo - 1972 - Dos chicas de revista - 1973 - La descarriada - 1973 - Me has hecho perder el juicio - 1974 - Jenaro, el de los 14 - 1974 - Dormir y ligar: todo es empezar - 1974 - El calzonazos - 1974 - Los caballeros del botón de ancla - 1974 - Cuando los niños vienen de Marsella - 1975 - Madres solteras - 1975 - No quiero perder la honra - 1975 - El mejor regalo - 1975 - Tres suecas para tres rodríguez - 1975 - Yo soy Fulana de Tal - 1975 - Ambiciosa - 1976 - Haz la loca... no la guerra - 1976 - Cría cuervos - 1976 - Nosotros, los decentes - 1976 - Gusanos de seda - 1976 - El alegre divorciado | - 1976 - El señor está servido - 1976 - La noche de los cien pájaros - 1976 - Guerreras verdes - 1976 - Adulterio a la española - 1976 - Alcalde por elección - 1977 - Ésta que lo es... - 1977 - Virilidad a la española - 1977 - Un día con Sergio - 1977 - Eva, limpia como los chorros del oro - 1977 - Uno del millón de muertos - 1977 - Celedonio y yo somos así - 1978 - Réquiem por un empleado - 1979 - Los energéticos - 1979 - Los bingueros - 1980 - ¡Qué verde era mi duque! - 1980 - La vida, el amor y la muerte - 1980 - El niño de su mamá - 1980 - El soplagaitas - 1980 - ...Y al tercer año, resucitó - 1980 - Miedo a salir de noche - 1980 - El divorcio que viene - 1980 - Yo hice a Roque III - 1980 - Hijos de papá - 1981 - ¡Tú estás loco, Briones! | - 1981 - Queremos un hijo tuyo - 1981 - Gay Club - 1981 - Los chulos - 1981 - ¡Qué gozada de divorcio! - 1982 - Si las mujeres mandaran (o mandasen) - 1982 - La canción de los niños - 1982 - La vendedora de ropa interior - 1982 - Las chicas del bingo - 1982 - El hijo del cura - 1982 - En busca del huevo perdido - 1982 - El gran mogollón - 1983 - El currante - 1984 - Mi amigo el vagabundo - 1984 - El cura ya tiene hijo - 1984 - Cuando Almanzor perdió el tambor - 1985 - Una y sonada... - 1986 - Capullito de alhelí - 1987 - ¡No hija, no! - 1987 - La casa de Bernarda Alba - 1987 - ¡Biba la banda! - 1988 - Simpáticos degenerados - 1988 - Jarrapellejos - 2002 - No somos nadie |